# 数論
数論（すうろん、英語: number theory）は、数、特に整数およびそれから派生する数の体系（代数体、局所体など）の性質について研究する数学の一分野である。整数論とも言う。

## 概要
フェルマーの最終定理のように、数論のいくつかの問題については、他の数学の分野に比して問題そのものを理解するのは簡単である。しかし、使われる手法は多岐に渡り、また非常に高度であることが多い。

## 分野
通常は代数学の一分野とみなされることが多い（しかし、解析学や幾何学、確率論など使えるものはなんでも使われる）。おおむね次の四つに分けられる。
初等整数論
他の分野の数学的手法を使わずに問題に取り組む、数論の中で最も基礎的な土台をなす。フェルマーの小定理やオイラーの定理、平方剰余の相互法則などはこの分野の成果である。
代数的整数論
扱われる対象は整数というよりも代数的整数である。従って、代数的な整数論と読むよりも代数的整数の論と読む方が正しいと考えられる。ガウスの整数を研究したカール・フリードリヒ・ガウスがおそらくこの分野の創始者である。体論はこの分野の基礎的根幹であって、ガロア理論は（他の数学においてもそうだが）基本的な道具である。代数体のアーベル拡大の統制を記述する類体論も、この分野の大きな成果である。元来の岩澤理論もここに分類されよう。
解析的整数論
微積分や複素関数論等の解析学的手法を用いて問題に取り組む。この分野は初めて解析的な手法を系統的に数論に応用したディリクレに始まるとされる。その弟子であるベルンハルト・リーマンによってすでにこの分野の（ひいては数論）の最大の未解決問題であるリーマン予想（1859年）が提示されたのは興味深い。素数定理の証明（1896年）はこの分野の一里塚である。ゼータ関数、保型関数を研究するのもこの分野であって、超越数論とも関係が深い。
数論幾何学
整数論の問題を、代数幾何の手法で研究する、あるいは代数幾何の主対象である代数多様体（もっと広くスキーム）の整数論的な性質を研究する分野である。ディオファントスによる研究（初等整数論の範疇）から考えても、その起源は古いが、現代的な意味での数論幾何学の始祖はアンドレ・ヴェイユ（合同ゼータ関数に関する研究、モーデル・ヴェイユの定理の証明のほか、任意の体上での代数幾何学の研究など）といえるだろう。1950年代後半以降のアレクサンドル・グロタンディークらによるスキーム論およびそれに関連する各種理論の発展により、爆発的な発展を遂げ、現在では数論の中核に位置しているといえる。

## 応用
かつて数論は純粋数学の典型であるとされ、実応用を全く想定せずに研究が進められることが普通であったが、コンピュータの発展に伴って幅広い分野に応用を持つようになった。

### 応用例
- 公開鍵暗号 - 暗号化と復号化を異なった鍵（数値）で行う方法。一つの鍵で復号化と暗号化を行う場合と比べ安全性と応用性が高まる。
- 固定ギア自転車のスキッドポイントの分散化 - 前後のギアの関係を互いに素にすると、スキッドポイントと呼ばれる摩耗点が最も分散化される（タイヤの寿命が向上する）。

## 数論への言及
ガウスは次のような言葉を残している：

数学は科学の女王であり、数論は数学の女王である

## 歴史

### 古代ギリシア
数論はヘレニズム後期（紀元3世紀）のギリシア人数学者らに最も好まれた研究対象で、エジプトのアレクサンドリアで活動したアレクサンドリアのディオファントスは、自らの名が（後に）冠されたディオファントス方程式の様々な特殊ケースを研究したことで知られている。
ディオファントスはまた、線型な不定方程式の整数解を求める方法について考察した。線型不定方程式とは、解の単一の離散集合を得るには情報が不足している方程式を指す。例えば、{\displaystyle x+y=5} という方程式は、x と y が整数だとしても解が無数に存在する。ディオファントスは多くの不定方程式について、具体的な解はわからなくとも解のカテゴリがわかっている形式に還元できることに気づいた。

### インド
中世インドでも数学者らはディオファントス方程式を深く研究しており、線形ディオファントス方程式の整数解を求める体系的手法を初めて定式化した。アリヤバータは著作『アーリヤバティーヤ』（499年）の中で線型ディオファントス方程式 {\displaystyle ay+bx=c} の整数解の求め方を初めて明確に記している。これを「クッタカ法」と呼び、ディオファントス方程式の解を連分数を使って表すもので、アリヤバータの純粋数学における最大の貢献とされている。アリヤバータはこの技法を応用し、重要な天文学上の問題に対応する連立線型ディオファントス方程式の整数解を求めるのに使った。彼はまた不定線型方程式の一般的解法も見つけている。
ブラーマグプタは著書『ブラーマ・スプタ・シッダーンタ』（628年）でさらに難しいディオファントス方程式を扱っている。彼が使ったのは、{\displaystyle 61x^{2}+1=y^{2}} のようなペル方程式に代表される二次のディオファントス方程式を解く「チャクラバーラ法」 (Chakravala method) である。この著書は773年にアラビア語に翻訳され、そこから1126年にラテン語に翻訳された。フランス人数学者ピエール・ド・フェルマーは1657年にこの方程式 {\displaystyle 61x^{2}+1=y^{2}} を問題として提示している。この方程式そのものは70年以上後にレオンハルト・オイラーが解いたが、ペル方程式全般の解法が見つけたのはジョゼフ＝ルイ・ラグランジュで、フェルマーが問題を提示してから100年以上たった1767年のことだった。一方それより何世紀も前の1150年、バースカラ2世がペル方程式の解法を記述している。彼はブラーマグプタのチャクラバーラ法を改良した解法を使っており、同じ技法を応用して不定二次方程式や二次ディオファントス方程式の一般解も見つけている。バースカラ2世のチャクラバーラ法によるペル方程式の解法は、600年後のラグランジュが使った手法より単純だった。バースカラ2世は他にも様々な二次/三次/四次など高次の不定多項方程式の解を求めている。このチャクラバーラ法をさらに発展させたのがナーラーヤナ・パンディトで、他の不定二次多項方程式や高次多項方程式の一般解を求めている。

### 中世イスラム
9世紀以降、アラビア数学は数論を熱心に研究するようになった。先駆者とされる数学者はサービト・イブン＝クッラで、友愛数を求めるアルゴリズムを発見したことで知られている。友愛数とは、2つの異なる自然数の組で、自分自身を除いた約数の和が互いに他方と等しい。10世紀にはイブン・タヒル・アル＝バグダディがサービト・イブン＝クッラの手法を若干変えた手法を見つけている。
10世紀のイブン・アル・ハイサムは偶数の完全数（その数自身を除く約数の和がその数自身と等しいもの）を世界で初めて分類しようと試みたと見られ、{\displaystyle 2^{k}-1} が素数のとき、{\displaystyle 2^{k-1}(2^{k}-1)} が完全数となることを発見した。またアル・ハイサムはウィルソンの定理を最初に発見した。これは、p が素数ならば {\displaystyle 1+(p-1)!} が p で割り切れるという定理である。彼がこの定理の証明を知っていたかどうかは不明である。ウィルソンの定理という名称は、エドワード・ウェアリングが1770年にジョン・ウィルソンがこの定理に気づいたと記したことに由来する。ウィルソンも証明を知っていた証拠はなく、ウェアリングも確実に証明法を知らなかった。この定理を証明したのはラグランジュで、1773年のことである。
イスラム数学では友愛数が大きな役割を果たした。13世紀のペルシア人数学者アル・ファリシは、因数分解と組合せ数学の新たな重要な方法を導入して、サービト数と友愛数の関係について新たな証明を見出した。彼はまた、17296 と 18416 という友愛数も発見している。通常これらはオイラーが発見したとされているが、アル・ファリシの方が早いし、サービト・イブン・クッラ自身も知っていた可能性がある。17世紀にはムハンマド・バキル・ヤズディが友愛数 9,363,584 と 9,437,056 を発見しており、これもオイラーより先である。

### ヨーロッパ
13世紀、レオナルド・フィボナッチは著書の1つとして『平方の書』 (Liber Quadratorum) を書いた。その中でピタゴラス数を扱っている。彼は平方数が奇数の和として記述できると記している。彼は合同数の概念を定義し、ab(a + b)(a - b) という形で表される数は a + b が偶数ならば合同数であり、a + b が奇数ならばそれを4倍したものが合同数だとした。フィボナッチは {\displaystyle x^{2}+C} と {\displaystyle x^{2}-C} が共に平方数ならば C が合同数であることを示した。また、平方数は合同数となりえないことも証明した。フィボナッチの数論への貢献は大きく、「『平方の書』だけでフィボナッチはディオファントスと17世紀のフランス人数学者ピエール・ド・フェルマーの間で最大の貢献者に位置づけられる」とされている。
16世紀から17世紀には、フランソワ・ビエト、クロード＝ガスパール・バシェ・ド・メジリアクらが数論の発展に貢献し、特にピエール・ド・フェルマーは無限降下法を用いてディオファントスの問題について初めての一般的証明を与えた。1637年にフェルマーが提示したフェルマーの最終定理については、1994年まで証明できなかった。フェルマーは1657年に {\displaystyle 61x^{2}+1=y^{2}} という方程式も問題として提示している。
18世紀にはオイラーとラグランジュが数論の分野で重要な貢献をした。オイラーは解析的整数論の研究も行い、方程式 {\displaystyle 61x^{2}+1=y^{2}} の解法を見出した。ラグランジュはさらに一般化したペル方程式の解法を見出した。オイラーやラグランジュのペル方程式の解法は連分数を使うものだが、インドのチャクラバーラ法に比べると複雑である。

### 近代数論の始まり
18世紀の終わりにルジャンドルの『数の理論に関する試作』（Essai sur la Théorie des Nombres、1798年）が出版される。19世紀に入って出版されたガウスの『算術研究』（Disquisitiones Arithmeticae、1801年）は、近代数論の扉を開いたとされている。
合同についての理論はガウスの著作『算術研究』が始まりである。彼は次のような記法を導入した。
{\displaystyle a\equiv b{\pmod {c}}}
そして、合同算術について広く考察している。1847年にチェビシェフはロシア語で合同算術についての著作を出版し、フランスではジョゼフ・アルフレッド・セレがそれを広めた。
ルジャンドルはそれまでの成果をまとめただけでなく、平方剰余の相互法則についても記している。この法則はオイラーが数値計算に基づき帰納的に発見し発表したもので、ルジャンドルが自著『数の理論に関する試作』（1798年）で証明を試みた。オイラーやルジャンドルとは別にガウスも1795年にこの法則を独力で発見し、1796年4月8日に最初の完全な証明を完成させた。他にその発展に貢献した数学者として、コーシー、数論の古典とされている『整数論講義』で知られるディリクレとデーデキント、ヤコビ記号を導入したヤコビ、リウヴィル、アイゼンシュタイン、クンマー、クロネッカーらがいる。この理論はさらに3次剰余の相互法則、4次剰余の相互法則へと発展した。アイゼンシュタインは最初に3次剰余の相互法則の証明を発表した。
ガウスは数を二元二次形式で表現する理論の創始者でもある。

### 素数論
数論の中でも特によく研究されているテーマが素数の分布である。カール・フリードリヒ・ガウスは10代のころに素数の分布を漸近的に予想した（素数定理）。
ディリクレ（1837年）は、全ての適格な等差数列が素数を無限に含むことを証明した。チェビシェフ（1850年）は、素数の分布に関するチェビシェフの定理を証明した。リーマンはリーマンゼータ関数の理論に複素解析を導入した。これによりゼータ関数の零点と素数の分布の関係が導かれ、ついに1896年、アダマールとド・ラ・ヴァレ・プーサンがそれぞれ独自に素数定理を証明した。後の1949年にはポール・エルデシュとアトル・セルバーグが初等的証明を与えた。ここでいう初等的とは複素解析の技法を使っていないということを意味する。それでもその証明はまだ非常に込み入っていて難しい。素数の分布についてより正確な情報を与えるであろうリーマン予想は、まだ証明されていない。

### 19世紀
コーシー、ポアソン（1845年）、そして特にエルミートも数論に貢献している。3次形式の理論についてはアイゼンシュタインが先駆者であり、彼と H. J. S. Smith が形式論全般について注目に値する進展をもたらした。Smithは3元2次形式を完全に分類し、ガウスの実数の2次形式を複素数へと拡張した。4個から8個の平方数の和で表せる数の探求はアイゼンシュタインが進展させ、Smithが理論として完成させた。
ディリクレはこの問題についてドイツの大学で初めて講義を行った。彼は他にもフェルマーの最終定理
{\displaystyle x^{n}+y^{n}\neq z^{n},(x,y,z\neq 0,n>2)}
の n = 5 と n = 14 の場合の証明に貢献している（オイラーとルジャンドルが n = 3 とn = 4 の場合を既に証明しており、それによって n が3または4の倍数の場合も含意されていた）。19世紀後半から活躍した他のフランス人数学者として、ボレル、貴重な回想録を数多く著しているポアンカレ、スティルチェスらがいる。ドイツでは、レオポルト・クロネッカー、エルンスト・クンマー、デーデキントらがいる。オーストリアではオットー・シュトルツ、イギリスではジェームス・ジョセフ・シルベスターも知られている。

### 19世紀末から20世紀初頭
この時代には、アクサル・トゥエがディオファントス方程式の研究に重要な貢献をした。また、ダフィット・ヒルベルトは代数的整数論で貢献し、ウェアリングの問題の証明も行った。ヘルマン・ミンコフスキーは幾何学的数論を創始した。他にも、アドルフ・フルヴィッツ、ヴァツワフ・シェルピニスキといった数学者が数論の発展に貢献している。

### 20世紀
20世紀の数論研究の有名人としては、ヘルマン・ワイル、ヘルムート・ハッセ、ポール・エルデシュ、ゲルト・ファルティングス、ゴッドフレイ・ハロルド・ハーディ、エトムント・ランダウ、イヴァン・ニーベン、シュリニヴァーサ・ラマヌジャン、アンドレ・ヴェイユ、アトル・セルバーグ、カール・ジーゲル、ジョン・テイト、ロバート・ラングランズ、志村五郎、岩澤健吉、ジャン＝ピエール・セール、ピエール・ルネ・ドリーニュ、エンリコ・ボンビエリ、アラン・ベイカー、ウラジーミル・ドリンフェルト、ローラン・ラフォルグ、アンドリュー・ワイルズ、リチャード・テイラーといった人物がいる。
20世紀の数論における大きな出来事として次のようなことが挙げられる。
- 1920年代には、高木貞治、エミール・アルティン、フィリップ・フルトヴェングラーらが類体論を創始し、1930年代にヘルムート・ハッセやクロード・シュヴァレーが発展させた。
- 1940年代にアンドレ・ヴェイユがヴェイユ予想を発表し、バーナード・ドゥワーク、アレクサンドル・グロタンディーク、ピエール・ルネ・ドリーニュらがその証明に取り組んだ。
- 1961年の M. B. Barban の成果に基づき、1965年にエンリコ・ボンビエリらが「ボンビエリ＝ヴィノグラドフの定理（英語版）」を定式化した。
- 1960年代後半にロバート・ラングランズがラングランズ・プログラムを提唱し、そこから他の数学者により様々な発展が得られた。
- 陳景潤の定理が1966年に発表され、1973年に証明された。
- アンドリュー・ワイルズによるフェルマーの最終定理の証明（1994年）。また、これと密接に関連する谷山・志村予想は1999年、クリストフ・ブレイユ、ブライアン・コンラッド、フレッド・ダイアモンド、リチャード・テイラーによって証明された。

## 未解決問題

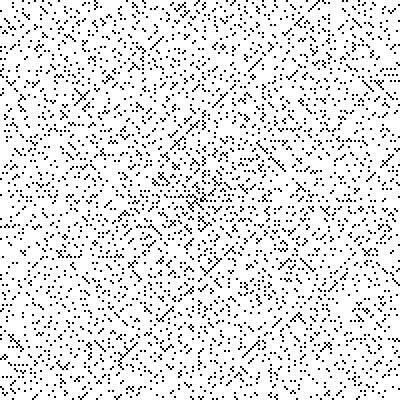
ウラムの螺旋。自然数を螺旋形に順に並べ、素数にあたる位置だけを強調表示した図。何らかのパターンが見えており、法則が予想されているが、その予想はまだ証明されていない。

数多く存在するが、その多くに素数分布予測の難しさが絡んでいると思われる。問題そのものは初等的に記述できても本質的に現代数学の概念を要請するものが多い。
- ウラムの螺旋
- コラッツの問題
- ゴールドバッハの予想
- 双子素数予想
- リーマン予想
- BSD予想

## 関連文献
和書
- 高木貞治：「初等整数論講義」第2版、共立出版（1971年10月15日)。
- 北村泰一：「数論入門（改訂版）」、槇書店、ISBN 4-8375-0562-7 (1986年12月20日).※ 初版は1965年8月15日。
- 本橋洋一:「解析的整数論 I」、「解析的整数論 II」, 朝倉書店, 東京 2009/2011. ISBN 978-4-254-11821-6 /  ISBN 978-4-254-11822-3.
- 齋藤秀司：「整数論」、共立出版（共立講座21世紀の数学 20）、ISBN 4-320-01572-X (1997年5月25日).
- 中島匠一：「代数と数論の基礎」、共立出版（共立講座21世紀の数学 9）、ISBN 4-320-01561-4 (2000年11月25日).
- 加藤和也、黒川信重、齋藤毅：「数輪 I：Fermatの夢と類体論」、岩波書店、ISBN 4-00-005527-5 (2005年1月7日).
- 黒川信重、栗原将人、齋藤毅：「数論 II：岩澤理論と保型形式」、岩波書店、ISBN 4-00-005528-3 (2005年2月8日).
- J. ノイキルヒ、足立恒雄(監訳)、梅垣敦紀(訳)：「代数的整数論」、丸善出版、ISBN 978-4-621-06287-6 (2012年7月17日).
- 山崎隆雄：「初等整数論：数論幾何への誘い」、共立出版、ISBN 978-4-320-11179-0 (2015年5月25日).
- Richard K. Guy(著)、金光滋(訳)：「数論<未解決問題>の辞典」、朝倉書店、ISBN 978-4-254-11129-3 (2010年11月5日).

洋書
- Apostol, Tom M. (1976), Introduction to analytic number theory, Undergraduate Texts in Mathematics, New York-Heidelberg: Springer-Verlag, ISBN 978-0-387-90163-3, MR0434929
- Dedekind, Richard (1963). Essays on the Theory of Numbers. Cambridge University Press. ISBN 0-486-21010-3
- Davenport, Harold (1999). The Higher Arithmetic: An Introduction to the Theory of Numbers (7th ed.). Cambridge University Press. ISBN 0-521-63446-6
- Guy, Richard K. (1981). Unsolved Problems in Number Theory. Springer-Verlag. ISBN 0-387-90593-6
- Hardy, G. H. and Wright, E. M. (1980). An Introduction to the Theory of Numbers (5th ed.). Oxford University Press. ISBN 0-19-853171-0
- Niven, Ivan, Zuckerman, Herbert S. and Montgomery, Hugh L. (1991). An Introduction to the Theory of Numbers (5th ed.). Wiley Text Books. ISBN 0-471-62546-9
- Ore, Oystein (1948). Number Theory and Its History. Dover Publications, Inc.. ISBN 0-486-65620-9
- Smith, David. History of Modern Mathematics (1906) (adapted public domain text)
- Dutta, Amartya Kumar (2002). 'Diophantine equations: The Kuttaka', Resonance - Journal of Science Education.
- O'Connor, John J. and Robertson, Edmund F. (2004). 'Arabic/Islamic mathematics', MacTutor History of Mathematics archive.
- O'Connor, John J. and Robertson, Edmund F. (2004). 'Index of Ancient Indian mathematics', MacTutor History of Mathematics archive.
- O'Connor, John J. and Robertson, Edmund F. (2004). 'Numbers and Number Theory Index', MacTutor History of Mathematics archive.
- Kraeft, Uwe, (2000–2010). 'Studies in Number Theory', 22 vols., last vol. 'Additive Representations of Integers in Number Theory', Shaker Verlag, Aachen, ISBN 978-3-8322-8793-1.